# 德爾莫爾鎮區 (堪薩斯州麥克弗森縣)
德爾莫爾鎮區（英語：Delmore Township）為美國堪薩斯州麥克弗森縣轄下的鎮區。2010年美国人口普查中此鎮區人口有169人。

## 地理
德爾莫爾鎮區涵蓋總面積為93.1平方（35.94平方英里），其中陸地面積為92.8平方（35.83平方英里），水域面積為0.28平方（0.11平方英里）或0.31%。

## 人口統計
根據2010年美國人口普查，德爾莫爾鎮區人口有169人，其中男性有88人，女性有81人，人口密度為每平方公里1.82人，住房計68戶。鎮區內的白人有169人，非裔美國人有0人，美洲原住民有0人，亞裔美國人有0人，太平洋島裔美國人有0人，其他種族有0人，混血種族則有0人。此外鎮區內有2人為西班牙裔或拉丁裔美國人。此鎮區之年齡中位數為50.7歲，而男性年齡中位數為50.5歲，女性年齡中位數為51.5歲。